# Francisco da Veiga Beirão
Pour les articles homonymes, voir Veiga.
Francisco António da Veiga Beirão, communément appelé Francisco da Veiga Beirão (fɾɐsiʃku dɐ vɐiɡɐ bɐiɾɐũ), ou  Veiga Beirão, (né le 24 juillet 1841 à Lisbonne et mort le 11 novembre 1916 à Paço de Arcos) est un homme d'État portugais. Il est président du Conseil des ministres du 22 décembre 1909 au 26 juin 1910, l'avant dernier de la monarchie constitutionnelle.

## Biographie
Titulaire d'un diplôme en droit de l'université de Coimbra, il travaille d'abord comme avocat avant de devenir magistrat.
Il commence sa vie politique dans le Parti réformiste et est député au Parlement (Cortes) de 1880 à 1904. Toutefois, il maintient une certaine distance avec les partis politiques. Il est ministre de la Justice du 20 février 1886 au 14 janvier 1890 et du 7 février 1897 au 18 août 1898. À ce titre, il est l'auteur en 1888 du code réglementant la création et le fonctionnement des sociétés commerciales au Portugal. Il est également ministre des Affaires étrangères du 30 avril 1898 au 25 juin 1900.
Le 22 décembre 1909, il est nommé président du Conseil des ministres par le jeune roi Manuel II. Toutefois, son gouvernement ne se maintient que six mois en raison d'un scandale politique en relation avec la Banque Crédit Predial qui met en cause plusieurs de ses ministres. Il démissionne le 26 juin 1910, quelques mois avant la chute de la monarchie.
Après la proclamation de la République portugaise le 5 octobre 1910, il abandonne la vie politique et continue à travailler comme avocat et procureur. 